# Gröna
Gröna – dzielnica miasta Bernburg (Saale) w Niemczech, w kraju związkowym Saksonia-Anhalt, w powiecie Salzland.
Do 31 grudnia 2009 była to oddzielna gmina należąca do wspólnoty administracyjnej Bernburg.